# Pieter Aertsen

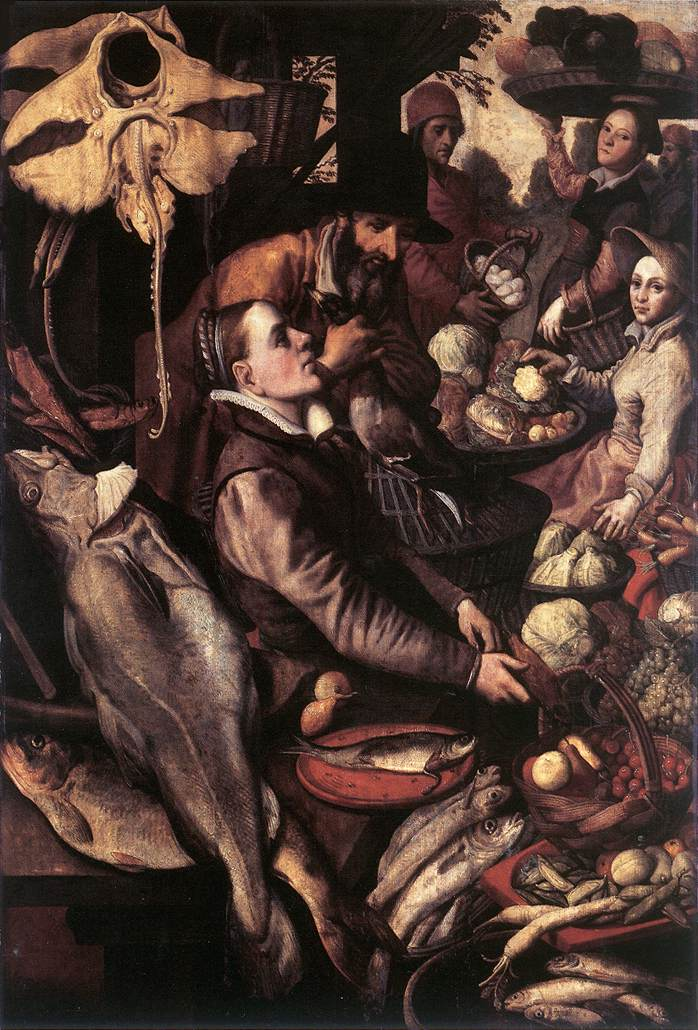
Scena di mercato Pieter

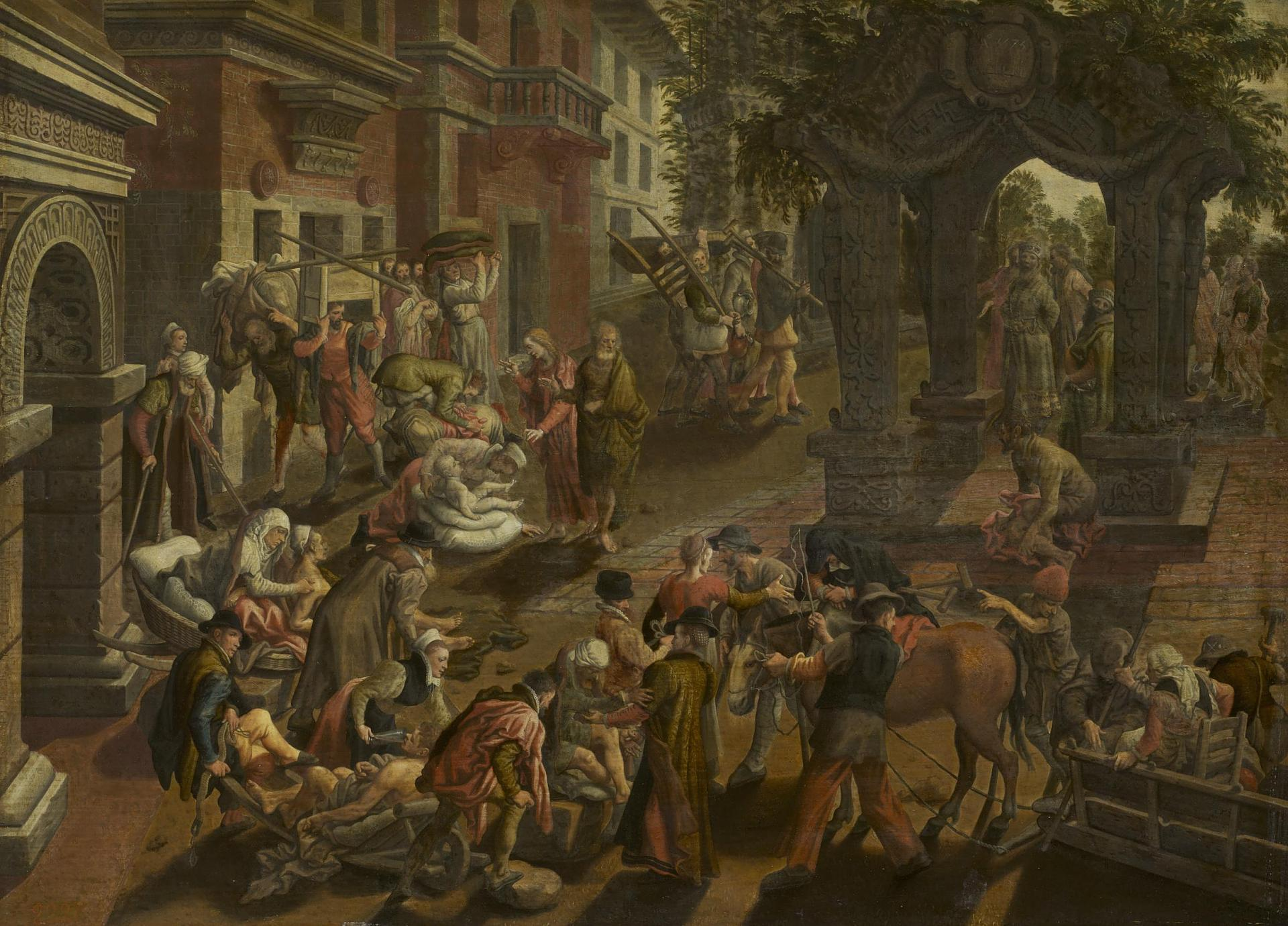
Gli apostoli Pietro e Giovanni

Pieter Aertsen, o Aertszen, detto Pietro il Lungo, in olandese Langhe Peter (Amsterdam, 1508 circa – Amsterdam, 1575), è stato un pittore olandese. In giovane età si distinse per la raffigurazione di oggetti domestici, riproducendo con dovizia di particolari parti di arredi, utensili di cucina e altri oggetti di uso quotidiano; in seguito riprodusse scene di eventi storici.

## Biografia
L'artista fu allievo di Allaert Claesz e operò in un primo momento nella sua città natale, ma è ad Anversa che svolse gran parte della sua carriera tra il 1535 e il 1560. Qui dipinse numerose opere sacre tratte per lo più da momenti del Vangelo ( l'Ecce Homo, il Cristo con Marta e Maria, l'Incontro di Gesù con l'adultera). Molte opere, fra le quali diversi altari di chiese olandesi furono distrutte nelle rivolte olandesi del periodo 1568 - 1648: tra queste si ricorda l'Adorazione dei pastori del 1560 di cui rimane solo un frammento. Fu capostipite di una dinastia di pittori, tre figli seguirono le sue tracce e divennero pittori di successo, tra i suoi discendenti il più noto è il nipote e suo allievo Joachim Beuckelaer.
L'artista fu poi in Italia dove forse entrò in contatto con Jacopo Bassano, uno dei maggiori pittori veneti del Cinquecento, il quale fu incline alla rappresentazione di scene pastorali, dove acquisivano particolare rilievo naturalistico piante e animali. Aertsen lavorò tantissimo ad opere di carattere popolaresco: scene di mercato, feste paesane e scene di cucina; egli infatti non si conformò al diffuso gusto manierista, ma, elaborando questi temi con forte realismo, se ne distaccò tanto da poter essere considerato un precursore di Pieter Bruegel il Vecchio e un pioniere della natura morta come genere pittorico.
Nei suoi lavori più celebri, che passano alla storia come "nature morte invertite" o "immagini raddoppiate", le figure iniziano a perdere peso compositivo, mentre la scena narrata viene rimpicciolita e spinta in secondo piano per lasciare il posto ad incredibili bancarelle di opulenti mercati o a cucine ben fornite.

## Opere
- Scena di mercato, olio su tela, 127 x 85 cm, Colonia, Wallraf-Richartz Museum
- Venditore di pollame, olio su tela, 137 x 95 cm, 1550, San Pietroburgo, Ermitage
- Cuoca, olio su tela, 161 x 79 cm, 1550, Genova, Musei di Strada NuovaPalazzo Bianco
- Scena di mercato, olio su tavola, 59.5 x 122.5 cm, Monaco di Baviera, Alte Pinakothek
- Banco di macelleria, olio su tavola, 23.3 x 150 cm, 1551, Uppsala, University Art Collections
- Cristo con Marta e Maria, olio su tavola, 60 x 101.5 cm, 1552, Vienna, Kunsthistorisches Museum
- Vetrate rinascimentali della Cappella di Nostra Signora, 1555, Amsterdam, Chiesa Vecchia[1]
- Cuoca, olio su tavola, 72,5 x 82 cm, 1559, Bruxelles, Musées Royaux des Beaux-Arts de Belgique
- Cristo e l'adultera, olio su tavola, 122 x 177 cm, 1559, Francoforte sul Meno, Städelsches Kunstinstitut
- Scene della vita di un santo vescovo, 1560 circa, Londra, National Gallery
- Venditrice di frutta e verdura, olio su tavola, 111 x 110 cm, 1567, Berlino, Staatliche Museen
- Apostoli Pietro e Giovanni, olio su tavola, 55.5 x 76 cm, 1575, San Pietroburgo, Ermitage